# Розбудова держави
«Розбудова держави» (рус. Развитие государства) — украинский ежеквартальный независимый общественно-политический и научный журнал. Издается при поддержке фонда им. О. Ольжича и Исследовательского фонда им. О. Ольжича в США.

## История
Создан в 1949 году в Мюнхене, как орган украинской молодежной националистической организации Объединение украинской студенческой молодежи «Зарево», близкой к окружению А. А. Мельника.
Выходил сначала в Германии (Мюнхен, 1949—1950), затем в Канаде (Монреаль, 1951—1953) и США (Кливленд, 1954; Денвер, 1955—1957). В разное время главными редакторами журнала были д-р Марко Антонович и Богдан Винодел. Наряду с ними среди организаторов «Зарева» и активных авторов журнала были Л. Винодел, Р. Ендик, А. Жуковский, М. Плавюк и многие другие молодые украинских деятелей, многие из которых стали видными учёными, реализовали себя как украинские общественно-политические лидеры за рубежом и добились успехов в западном мире.
На Украине журнал «Розбудова держави» издаётся с 1994 года. С 2000 журнал выходит в издательстве имени Елены Телиги.
В разное время главными редакторами журнала «Розбудова держави» были известные общественные деятели и учёные Виктор Терен, Мирослав Вербовой, Александр Шморгун, Анатолий Свидзинский. С 2010 главным редактором журнала является Сергей Кот.
На страницах ежеквартальника «Розбудова держави» освещаются проблемы построения и развития украинского государства. Журнал на протяжении длительного времени был признанным форумом, где обсуждались насущные проблемы идеологии украинского национализма, стратегии восстановления государственной независимости Украины и создания новейшего украинского государства.
Своей главной целью журнал декларирует задачи объективного освещения актуальных проблем украинского государства, исследования концептуальных основ стратегии развития Украинского государства в различных сферах его политического, экономического, духовно-культурного, образовательного и общественного развития, освещения важных страниц истории национально-освободительного движения украинского народа .
Зарегистрирован Государственным комитетом информационной политики Украины 10 марта 2000 Регистрационное свидетельство КВ № 4075. Подписной индекс 74437.